# Творец (алмаз)

Алмаз «Творец»

Творе́ц — уникальный алмаз ювелирного качества в 298,48 карат, найденный в 2004 году в россыпи реки Биллях. Хранится в Алмазном фонде Московского Кремля. Третий по величине ювелирный алмаз, найденный в России. Самый крупный кристалл, добытый из россыпей России.

## Описание
Алмаз добыт в конце 2004 года в Анабарском районе Республики Саха (Якутия) на участке Тигликит россыпного месторождения Биллях, разрабатываемом ОАО «Нижне-Ленское».
Размеры алмаза 52,4×33,0×24,4 мм.
Алмаз прозрачный с коричневато-дымчатым оттенком.
Правительство Якутии передало алмаз «Творец» в Алмазный фонд России на условиях купли-продажи. Точная стоимость алмаза не была названа, только заявлено, что она оценивается в несколько миллионов долларов.